# Barbatski kanal
Barbatski kanal je tjesnac u Jadranskom moru koji dijeli otoke Rab (sjeveroistočna obala kanala) i Dolin (na jugozapadu). 
Na jugoistoku kanal izlazi na Velebitski kanal, a na sjeverozapadu se nalazi otočić Sveti Juraj i grad Rab.
Na obalam Barbatskog kanala se nalazi grad Rab te naselja Banjol i Barbat na Rabu, po kojem je dobio i ime.
Na najužem mjestu je širok oko 300 metara.